# 日本執事協会
一般社団法人日本執事協会（にほんしつじきょうかい）は、執事やコンシェルジュ、ハウスメイドなど、富裕層向けサービスのプロフェッショナル育成と、関連業界の発展を目的として設立された団体である。2025年に日本バトラー&コンシェルジュ株式会社付属の日本執事学校が協会に移管された。現在の代表理事は新井直之。なお任意団体である「全日本執事協会」とは別組織である。

## 概要
同協会は、会員制度を導入しており、法人会員と個人会員の2種類が存在する。会員には、富裕層向けの高度なサービス提供を目指すための多岐にわたる特典が提供されている。
また、執事、コンシェルジュ、ハウスメイドなどの職種に必要なスキルと知識を深めるための分科会や、富裕層ビジネスに特化した専門的な研修プログラムを提供している。これにより、会員は最新の知識と技術を学び、現場で実践できるスキルを磨くことができる。
さらに、富裕層向けの商品やサービスを提供する企業に対し、その品質を協会が公式に評価・認定する制度を実施しており、これにより企業やサービス提供者はその信頼性と品質を証明することが可能となる。 
一般社団法人日本執事協会は、富裕層ビジネスに従事する企業との密接な連携を通じて、執事職やコンシェルジュ職における就職支援を行っており、教育プログラムの終了後には、会員が自らのスキルを活かし、適切な就職機会を得られるようサポートしている。